# Mmm Mmm Mmm Mmm
«Mmm Mmm Mmm Mmm» es un sencillo de la banda canadiense de folk rock Crash Test Dummies, que aparece en su álbum de 1993 God Shuffled His Feet.

## Información general
La letra de «Mmm Mmm Mmm Mmm» describe el confinamiento y sufrimiento de varios niños, a cada uno de los cuales se le asigna un verso. El primero es un niño que resulta herido en un accidente automovilístico, y que al regresar a la escuela luego de un tiempo prolongado, su pelo se ha vuelto blanco (el niño estuvo en coma mucho tiempo y despertó cuando ya fue anciano). La segunda es una niña que teme mostrar su cuerpo cuando se tiene que cambiar de ropa frente a otras niñas, por tener marcas de nacimiento. El tercero es un niño cuyos padres lo obligan a ir a su iglesia, donde ellos «se agitan y dan tumbos» (...shake and lurch...) en el suelo. Se presume que esa situación es peor que la que viven los otros niños.
Durante algunos conciertos en vivo, la banda reemplazó el tercer verso con otro alternativo, que narra la historia de otro niño cuya madre desechó sus amígdalas después de una amigdalectomía, impidiéndole llevarlas a una exposición.
La letra de «Mmm Mmm Mmm Mmm» se caracteriza por mostrar una gran eficiencia al relatar esas tres pequeñas historias tristes en dos líneas cada una. Se desconoce la razón por la que el escritor eligió esas historias.

## Vídeo musical
El vídeo musical muestra la letra de la canción como el guion de una obra teatral realizada por niños escolares. A lo largo del vídeo, las escenas de la representación teatral se intercalan con otras donde los miembros de Crash Test Dummies interpretan la canción en un lado del escenario.

## Recepción
A pesar del éxito que obtuvo como sencillo, «Mmm Mmm Mmm Mmm» fue incluida en diversas listas de las peores canciones. Se posicionó en el número 15 de la lista del canal VH1 de 50 Most Awesomely Bad Songs Ever y en la lista de la revista Rolling Stone como «la decimoquinta canción más molesta». Más recientemente, en la lista de AOL Radio de las 100 peores canciones, Matthew Wilkening se refirió a la canción como «no solo es mala, sino increíblemente monótona y depresiva» y «absolutamente la última canción que poner a los amigos tristes».
La canción recibió una nominación al Grammy a la mejor presentación pop por un dúo o grupo, que finalmente ganó «I Swear» de All-4-One.

## Listas de canciones
CD maxi
1. «Mmm Mmm Mmm Mmm» — 3:53
2. «Here I Stand Before Me» — 3:07
3. «Superman’s Song» (en vivo desde el programa radiofónico estadounidense Mountain Stage)

Sencillo 7"
1. «Mmm Mmm Mmm Mmm» — 3:53
2. «Here I Stand Before Me» — 3:07

Sencillo de EE. UU.
1. «Mmm Mmm Mmm Mmm» — 3:53
2. «Superman’s Song» (versión del álbum) — 4:31
3. «How Does a Duck Know?» — 3:42

## Posicionamiento en listas y certificaciones
| Lista (1994)                          | Mejor posición |
| ------------------------------------- | -------------- |
| Alemania (Offizielle Deutsche Charts) | 1              |
| Australia (ARIA)                      | 1              |
| Austria (Ö3 Austria Top 40)           | 3              |
| Bélgica (Flandes) (Ultratop 50)       | 1              |
| Canadá (RPM Top Singles)              | 14             |
| Estados Unidos (Billboard Hot 100)    | 4              |
| Estados Unidos (Alternative Airplay)  | 1              |
| Estados Unidos (Mainstream Rock)      | 25             |
| Estados Unidos (Mainstream Top 40)    | 6              |
| Francia (SNEP)                        | 5              |
| Irlanda (IRMA)                        | 3              |
| Noruega (VG-lista)                    | 1              |
| Nueva Zelanda (Recorded Music NZ)     | 4              |
| Países Bajos (Dutch Top 40)           | 4              |
| Reino Unido (UK Singles Chart)        | 2              |
| Suecia (Sverigetopplistan)            | 1              |
| Suiza (Schweizer Hitparade)           | 7              |

| País           | Organismo certificador | Certificación    | Ventas  |
| -------------- | ---------------------- | ---------------- | ------- |
| Alemania       | BVMI                   | Disco de Oro     | 250 000 |
| Estados Unidos | RIAA                   | Disco de Oro     | 500 000 |
| Noruega        | IFPI                   | Disco de Platino | 10 000  |
| Reino Unido    | BPI                    | Disco de Plata   | 200 000 |

### Sucesión en listas
| Anterior: «Loser» de Beck                                  | Modern Rock Tracks — Sencillo n.º 1 12 de marzo de 1994 — 18 de marzo de 1994   | Siguiente: «God» de Tori Amos                      |
| Anterior: «Loser» de Beck                                  | VG-lista — Sencillo n.º 1 12 de junio de 1994 — 16 de julio de 1994             | Siguiente: «Love Is All Around» de Wet Wet Wet     |
| Anterior: «Without You» de Mariah Carey                    | Sverigetopplistan — Sencillo n.º 1 3 de junio de 1994 — 17 de junio de 1994     | Siguiente: «Baby, I Love Your Way» de Big Mountain |
| Anterior: «The Most Beautiful Girl in the World» de Prince | ARIA Charts — Sencillo n.º 1 11 de junio de 1994 — 25 de junio de 1994          | Siguiente: «Love Is All Around» de Wet Wet Wet     |
| Anterior: «United» de Prince Ital Joe con Marky Mark       | Media Control Charts — Sencillo n.º 1 15 de julio de 1994 — 21 de julio de 1994 | Siguiente: «I Swear» de All-4-One                  |